# Pere Joan Sala
Pere Joan Sala (Granollers de Rocacorba, ? - Barcelona, 1485) foi o líder dos remensas radicais durante a Segunda Guerra Remensa, que teve início,  em 1484, com a levante de Mieres. Durante a Primeira Guerra Remensa, foi um dos subcomandantes do exército de remensas, então liderado por Francesc de Verntallat.

## Biografia
Nasceu em Granollers de Rocacorba, uma localidade que, atualmente, pertence ao município de Sant Martí de Llémena, na comarca de Gironès, Catalunha, Espanha.
Durante a Primeira Guerra Remensa (1462-1472) foi um dos subcomandantes do exército de remensas liderado por Francesc de Verntallat.
Em 1472, depois do término da Primeira Guerra Remensa, sentiu-se traído pelo Rei João II de Aragão, que recebeu o apoio dos remensas durante a Guerra Civil Catalã, por João II não resolveu as questões que suscitavam o longo conflito entre os remensas e os senhores feudais.
Desse modo, passou a adotar uma posição mais radical, não se limitando a defender a abolição dos maus usos senhoriais, como defendiam os remensas moderados, liderados por Francesc, e sim defendendo a abolição de todos os direitos senhoriais, inclusive o censo.
Em 1481, o Rei Fernando II de Aragão aprovou uma nova Constituição Catalã, conforme posição majoritária defendida nas Cortes Catalãs, que incluiam o "Com per lo senyor", que restabelecia os maus usos senhoriais, cuja aplicação havia sido suspensa, em 1455, pelo Rei Afonso V de Aragão.
Esse fato causou enorme insatisfação entre os remensas e fez surgir uma crescente tensão no campo.
No início de março de 1482, Juan Desvern foi encontrado morto com uma flecha nas costas no município de Sobrerroca, no baronato de Sant Pau. Na época, Desvern estava percorrendo o vale de Amer exigindo o pagamento do censo e outras obrigações devidas pelos remensas.
No início de junho, Pere Joan Sala e Joan Serinyá foram presos em Girona, por serem acusados da autoria do assassinato de Desvern, mas foram libertados poucos meses depois. Segundo algumas fontes, as autoridades temiam que a execução desses homens desencadeasse uma nova revolta dos remensas.
Em 22 de setembro de 1484, uma tropa de remensas, liderada Pere Joan Sala, atacou o oficial Salbá, que fora enviado pelo representante da Coroa de Aragão na Catalunha, no comandando uma expedição, que estava no vale de Mieres, tomando os bens dos remensas que se recusavam a pagar suas obrigações, juntamente com o veguer de Girona. Durante o ataque Salbá perdeu um olho e o veguer de Girona foi feito prisioneiro. Esse foi o marco inicial da Segunda Guerra Remensa.
Essa ação armada:
1. gerou uma forte reação contrária do Rei Fernando II de Aragão, que, na época estava em Castela, de onde escreveu para seu representante na Catalunha exigindo a captura de Pere Joan Sala[1];
2. criou uma forte divisão entre os remensas, pois os remensas moderados preferiram condenar um movimento armado contra tropas da Coroa de Aragão, pois acreditavam que as reivindicações dos remensas somente poderiam ser alcançadas por meio da intervenção da Coroa de Aragão para a solução do conflito.

Após o ataque de Mieres, Sala e seus seguidores marcharam para a região de Osona, onde ameaçaram atacar Vic, mas preferiram marchar em direção à região de La Selva. Nesse percurso, mais camponeses se juntavam à insurreição com o objetivo de obter a abolição de todas às obrigações que estavam obrigados a prestar em benefício dos senhores feudais. Desse modo, passariam a ser proprietários absolutos das terras que cultivavam.
Sala dizia aos seus apoiadores que a sua causa era apoiada pelo Rei Fernando II de Aragão, razão pela qual quando entravam nas cidades seus seguidores gritavam: "Viva o Rei!".
Em cada cidade que se juntavam à revolta, era nomeado um subcomandante a quem os moradores tinham que jurar lealdade.
Depois que a revolta se espalhou pelas regiões montanhosas, Osona e La Selva, as tropas de Sala marcharam em direção à Ampurdán, com o objetivo de estender a a revolta por toda a região nordeste da Catalunha.
Desse modo, no dia 10 de novembro, Sala tentou tomar Canet d'Adri, liderando uma tropa de cerca de 400 homens, mas essa tentativa fracassou, pois a adesão dos remensas daquela região foi menor do que a pretendida
Após a derrota em Ampurdán, as tropas lideradas dirigiram-se para Vic, onde, no início de dezembro, tomaram o estratégico Castelo de Anglès o que lhes colocou em condições de tentar conquistar Girona. Desse modo, no dia 14 de dezembro, as tropas lideradas por Salas começaram a atacar Girona, no entanto, esse ataque não teria êxito.
Em meados de janeiro de 1485, ele se encontrou em Caldes de Montbui com seu sobrinho Bartolomé Sala, que liderava outro contingente de tropas remensas. Desse modo, conseguiram reunir cerca de mil homens. Para enfrentá-los, o representante da Coroa de Aragão na Catalunha, Enrique de Aragón, recrutou um exército, ao qual se juntaria as tropas enviadas pelo Conselho dos Cem de Barcelona.
No dia 2 de fevereiro, Sala rejeitou uma tentativa de acordo apoiado pelos remensas moderados que haviam se reunido com o Rei Fernando II de Aragão. De fato, no dia 31 de janeiro de 1485, chegaram à Barcelona, algumas cartas do Rei Fernando II, oriundas de Sevilha, nas quais ele relatava um acordo que havia assinado, no dia em 12 de janeiro, para pôr fim ao conflito entre os remensas e os senhores feudais e que havia sido rubricado por nove representantes dos remensas moderados.
No dia 3 de fevereiro, as tropas lideradas por Sala ocuparam e saquearam Granollers, matando várias pessoas e exigindo de seus habitantes uma quantia significativa de dinheiro para custear os custos da guerra.
Depois disso, os rebeldes remensas, liderarados por Pere Joan Sala e Bartolomé Sala, continuaram sua campanha na região de Vallés e tomaram Sabadell e Tarrasa e depois seguiram para Baix Llobregat, onde atacaram Esparraguera e Martorell.
Em contrapartida, um exército composto por 200 cavaleiros e 700 infantes comandados pelo Condestável de Aragão saiu de Barcelona e conseguiu retomar Sabadell e Granollers.
Entre 9 e 10 de março, os rebeldes remensas sofreram uma severa derrota, quando tentaram ocupar Granollers.
Após essa derrota, Pere Joan Sala ainda conseguiu reagrupar suas forças de modo que, no dia 22 de março, conseguiu tomou e saquear Mataró.
Dois dias depois, o Condestável de Aragão recebeu a notícia de que Sala estava atacando Llerona, uma cidade localizada ao norte de Granollers, e decidiu-se dirigir-se rapidamente para lá. Desse modo, conseguiu chegar a Llerona, na tarde do dia 24 de março, e deu início a uma batalha contra os rebeldes remensas.
Nessa batalha, os remensas sofreram pesadas baixas: mais de duzentos mortos e centenas de seus homens foram feitos prisioneiros, dentre eles: o próprio Pere Joan Sala, que foi executado, no dia 28 de março de 1465, em Barcelona   .